# Pengo (videogioco)
Pengo è un videogioco arcade di tipo rompicapo d'azione, sviluppato da Coreland e pubblicato da SEGA nel 1982. Il protagonista è un pinguino che si muove in un labirinto di blocchi di ghiaccio mobili. 
Venne convertito anche per diversi sistemi domestici, prevalentemente dalla Atari, e numerose sono le imitazioni non ufficiali.

## Modalità di gioco
Il giocatore controlla Pengo, un pinguino rosso dell'Antartico, in un labirinto costituito da numerosi blocchi di ghiaccio e da 3 blocchi di diamante: l'obiettivo del gioco è sopravvivere alla cattura da parte delle creature che pattugliano il labirinto, gli Sno-Bee.
Si utilizzano un joystick e un solo pulsante per controllare il personaggio: premere il pulsante mentre si sta usando il joystick sortisce l'effetto di far spingere a Pengo il blocco di ghiaccio che si trova davanti, il quale scivola fino a che non colpisce un muro o un altro blocco, schiacciando gli eventuali Sno-Bee che dovesse incontrare lungo il suo cammino. Se si schiaccia più di uno Sno-Bee per lancio si ottiene un numero di punti maggiore. 
Via via che i nemici vengono schiacciati, altri Sno-Bee escono dalle uova che sono contenute all'interno di alcuni blocchi di ghiaccio. All'inizio di ogni livello, i blocchi che contengono queste uova sono brevemente evidenziati da un lampeggio del colore degli Sno-Bee di quel livello. Il giocatore può eliminare le uova rompendo i blocchi di ghiaccio che le contengono e dunque è consigliabile memorizzarli bene.
Se Pengo spinge uno dei quattro muri laterali, l'acqua in esso contenuta "vibra" ed ogni Sno-Bee adiacente al muro resta stordito per un breve periodo di tempo, venendo eventualmente eliminato da Pengo se questo vi cammina sopra (per 100 punti).
I blocchi di diamante, in numero di tre per ogni livello, sono infrangibili. Se vengono ordinati in una linea orizzontale o verticale, il giocatore guadagna un bonus: di 10.000 punti se non sono appoggiati ad un muro laterale, di 5.000 punti in caso contrario. L'allineamento dei blocchi di diamante stordisce temporaneamente tutti gli Sno-Bee, in qualunque punto del labirinto essi si trovino.
Se il giocatore resiste per più di 60 secondi in un livello, il gioco entra in modalità morte improvvisa: la musica ed i movimenti degli Sno-Bee accelerano.
Quando resta un solo Sno-Bee nel livello, questo cercherà di raggiungere velocemente un angolo dello schemo di gioco per scappare via mentre verrà suonato un motivetto musicale. Egli può anche non essere necessariamente eliminato, poiché ciò non pregiudica la possibilità di superare il livello: come già detto è sufficiente che nel labirinto alla fine rimanga solo Pengo.
Ci sono 16 livelli di gioco, che si ripetono nello stesso ordine dal 17º livello. Non appena viene acceso l'arcade, il gioco inizia sempre con lo stesso labirinto: esso cambia una volta che il gioco è entrato in modalità dimostrativa. Dopo aver completato un livello non si passa subito a quello successivo: il giocatore può utilizzare questo tempo a disposizione per rompere qualche blocco di ghiaccio e guadagnare così punti extra.
Le vite a disposizione sono inizialmente 3, aumentabili al raggiungimento di determinati punteggi.

## Intermezzi
Similarmente a Pac-Man, prima del passaggio al livello successivo viene mostrato uno fra sei intermezzi. In essi vengono presentati pinguini che eseguono diverse scenette a seconda del livello intermedio:
1. i pinguini eseguono una marcetta;
2. i pinguini ballano muovendo i fianchi;
3. i pinguini salutano il giocatore;
4. i pinguini si girano verso il giocatore e poi escono dallo schermo imitando gli alieni di Space Invaders;
5. viene rivelata la fonte della musica di sottofondo del gioco: lo stesso Pengo la suona al pianoforte;
6. Pengo, sempre al pianoforte, suona una canzone con il giocatore.

Questi intermezzi vengono ripetuti nello stesso ordine durante il resto del gioco.

## Versioni e varianti
La prima versione del gioco usa la canzone Popcorn (nella versione cover degli Hot Butter del 1972) come tema musicale e il gioco impiega alcuni secondi per disegnare il labirinto all'inizio di ogni livello. La versione finale del gioco disegna il labirinto istantaneamente e utilizza un tema musicale proprio.
Pengo fu adattato ufficialmente ai sistemi Atari 2600, Atari 5200, Atari 8-bit, Commodore 64 e Sega Game Gear, oltre a una versione per Sega Saturn e Windows all'interno della raccolta di classici Sega Memorial Selection.
Come molti arcade del periodo, anche di Pengo furono distribuiti diversi cloni e imitazioni per ogni genere di sistemi, tanto da creare un filone dei giochi "alla Pengo", spesso con nomi che richiamano evidentemente l'originale, come Penta (1982, bootleg prodotto da Grinbee Shouji), Pango (1983, DOS), Pengon (1983, Atari 8-bit, Commodore 64, Dragon 32/64, TRS-80 CoCo), Pengwyn (1984, BBC Micro, Electron, Spectravideo). Il gioco Don't Pull, contenuto in Three Wonders della Capcom (1991), è un altro clone di Pengo (qui i protagonisti sono però un coniglio e uno scoiattolo).
Altri titoli riprendono le meccaniche dell'originale, ma si differenziano con nuove caratteristiche; tra questi Eskimo Eddie (1984), Leonardo (1989), Kwik Snax (1990), Pepenga Pengo della stessa SEGA per Mega Drive (1995).
Nel 2003 una versione 3D del gioco chiamata Pengo 3D è stata distribuita dalla X2 Productions.
La Bandai realizzò anche due versioni di Pengo come gioco elettronico, con schermo LCD (1982) e VFD (1983).
Il personaggio di Pengo compare anche nel gioco Up'n Down: se un giocatore passa i primi 4 livelli in meno di 1 minuto ciascuno, Pengo appare in acqua con una tavola da surf al livello 5.

### Remake
- (EN) FrostByte Freddie, una versione rivisitata di Pengo, su arcaderestoration.com.
- (EN) Remake di Pengo, su armyoftrolls.co.uk.
- (EN) Remakes per PC, su nexus23.org. URL consultato il 10 dicembre 2012 (archiviato dall'url originale il 13 marzo 2013).